# Catéchisme pour adultes
Pour les articles homonymes, voir Catéchisme (homonymie).
Catéchisme pour adultes est le nom de différents ouvrages publiés par des évêques.

## Catéchisme pour adultesdes évêques de France
Conformément au canon no 115 du Code de droit canonique de 1983, la Congrégation du Clergé, après avoir reçu l’accord de la Congrégation pour la doctrine de la foi, a donné le 23 janvier 1991 l’approbation du Saint-Siège à ce catéchisme publié par la Conférence des évêques de France.
Il a été préfacé par Joseph Duval, archevêque de Rouen, président de la Conférence des évêques de France en 1991.
Il a été édité par plusieurs éditeurs : Centurion, Cerf, CERP, CRER, Decanord, Desclée de Brouwer, Droguet-Ardant, De Gigord, Mame, Éditions ouvrières, Éditions Privat, Tardy, Zech éd.
Parce qu’un catéchisme n’est pas toute la catéchèse, il s’est accompagné un an plus tard d’un ouvrage proposé par le CNER (Centre National d’Enseignement religieux) avec les mêmes éditeurs sous le titre « Modes d'emploi du Catéchisme pour adultes », présentant des propositions d’utilisation. Une première partie, « Se former, seul ou avec d’autres », et une seconde, « Des propositions de rencontre », y ont développé en 34 chapitres et 251 pages des indications pour prendre le Catéchisme comme un outil dans le cadre d’une formation de groupe ou d’une réflexion personnelle.

## Catéchisme pour adultesdes évêques d’Allemagne
Le Catéchisme pour adultes publié par la Conférence épiscopale allemande a été traduit sous la responsabilité de Roger Gryson, doyen de la faculté de Théologie de l’Université catholique de Louvain (UCL, à l’époque) et publié en 1987.